# Atari
|  | Per a altres significats, vegeu «Fortalesa d'Atari». |

Atari és una empresa i marca comercial que ha estat propietat de diverses entitats des que fou creada el 1972. Actualment és propietat d'Atari Interactive, una subsidiària de l'empresa francesa Atari SA.
L'empresa original, Atari Inc. va ser fundada el 27 de juny de 1972 per Nolan Bushnell i Ted Dabney. Va ser una empresa pionera en la creació i comercialització de jocs d'arcade, sistemes de videoconsoles doméstiques, i ordinadors personals. Els productes de la companyia, com Pong i el sistema Atari 2600, van ajudar a definir la indústria de l'entreteniment electrònic de la dècada dels 70 i principis dels 80.
El 1984, l'empresa original, Atari Inc., va ser dividida en dues, creant-se Atari Games Inc. a partir de la divisió de màquines arcade. Atari Games tenia dret a utilitzar el logo i nom de l'empresa original, amb l'afegitó "Games" darrere, a més de rebre els drets sobre el maquinari dels arcades de l'època 1972 - 1984. La divisió de béns de consum electrònics d'Atari va ser venuda a Jack Tramiel's Tramel Technology Ltd., empresa que llavors va canviar el seu nom a Atari Corporation. En 1996, Atari Corporation va fusionar-se amb el fabricant de discos dursJT Storage, esdevenint una divisió dins de la companyia.
En 1998 Hasbro Interactive va comprar Atari Corporation a JTS., creant una nova empresa subsidiària, Atari Interactive. IESA va comprar Hasbro Interactive en 2001 i va canviar-li el nom pel d'Infogrames Interactive. tot i que aquesta tornaria a canviar de nom en 2003, tornant a anomenar-se Atari Interactive.
La companyia que actualment porta el nom Atari Inc. va ser fundada el 1993 amb el nom GT Interactive. IESA va adquirir un 62% de les accions de GT Interactive en 1999, i li canvià el nom pel d'Infogrames, Inc. Quan en 2001 IESA adquireix Hasbro Interactive, Infogrames va publicar intermitentment productes d'Atari fins que en 2003 Infogrames licenciara el nom i logo d'Atari, que havia rebut com a part d'Atari Interactive i va adoptar el nom d'Atari Inc. L'11 d'octubre de 2008 Infogrames va completar la seua adquisicó d'Atari, Inc., fent d'ella una empresa subsidiària. El nom del logotip d'Atari és "Fuji".

## Història
Atari ha estat present des dels primers dies de les màquines recreatives, Atari va ser creador de les consoles casolanes, com l'Atari 2600 (anomenada originalment VCS "Video Computer System" -- Sistema Informàtic de Vídeo); va produir una sèrie de computadors de 8 bits (Atari 400/800 i la sèrie XL/XE); va prendre part en el mercat dels 16 bits amb el Atari ST; va crear la consola Atari Jaguar de 64 bits, revolucionària per a la seva època; i va llançar una consola portàtil, la Atari Lynx.

### Els 70: El naixement de l'imperi dels videojocs
Fundada als Estats Units el 1972 per Nolan Bushnell i Ted Dabney, Atari pot ser considerada la fundadora de la indústria del videojoc, gràcies al PONG. La versió casolana de PONG, que es connectava a una TV, va ser una de les primeres consoles de videojocs. Atari Inc. va ser originalment anomenada Syzygy, un terme astronòmic. No obstant això, aquest nom (Syzygy) ja havia estat registrat per una altra companyia, Bushnell va escriure algunes paraules del joc Go, i va triar la paraula Atari que significa "que una fitxa o un grup de fitxes està en perill de ser capturades pel teu contrincant. El nom "Atari" a més és fàcil de memoritzar, en termes de pronunciació i escriptura, en la majoria dels mercats. En 1973, Atari crea secretament un "competidor" cridat Kee Games, dirigida per Joe Keenan. La relació va ser descoberta en 1974, Joe Keenan va fer tan bon treball que va ser promogut a la presidència d'Atari aquest mateix any. Bushnell va vendre Atari a Warner Communications en 1976 en un estimat de $28?$32 milions de dòlars, usant part d'aquests diners per a comprar la mansió Folgers. Ell va deixar la divisió en 1979. Mentre era propietat de Warner, Atari aconseguia els seus majors èxits, venent milions de consoles Atari 2600 (VCS). En el seu moment àlgid, Atari produïa un terç dels ingressos de la companyia Warner, i va passar a ser la companyia de creixement més ràpid en els Estats Units, rècord que manté fins avui.

### Els 80: La gairebé consagració d'Atari

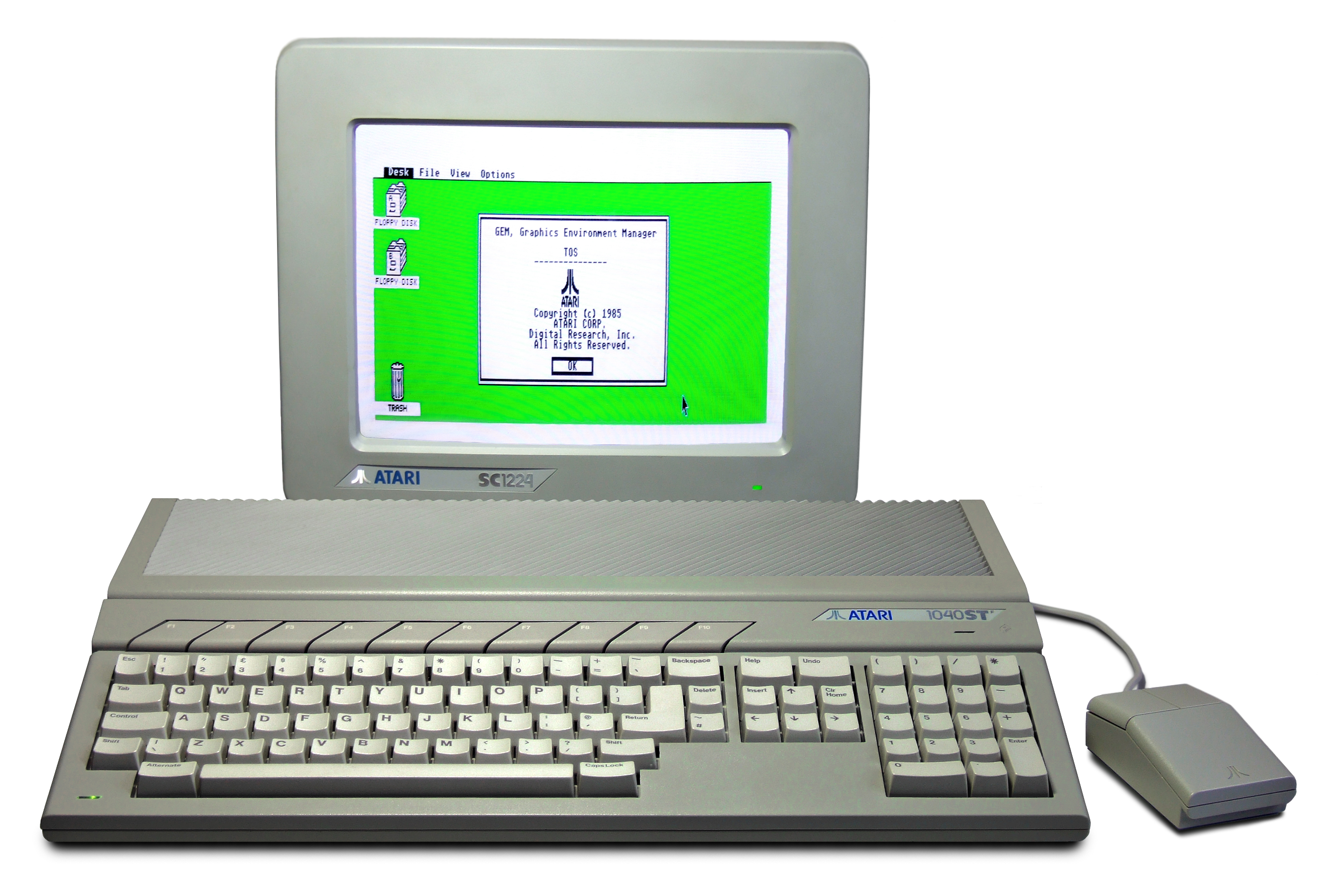
Atari ST

Encara que Atari dominava gairebé completament el mercat de les videoconsoles casolanes, va experimentar la seva primera competència fèrria en 1980 amb la consola Intellivision de Mattel, que va fer publicitat de la seva major capacitat gràfica, comparada amb l'Atari 2600. Malgrat això, la 2600 va seguir sent l'estàndard de la indústria donada la seva superioritat en el mercat, i a més el nombre de títols disponibles per a la seva consola. No obstant això, Atari va tenir problemes al començament dels 80. La divisió de computadors casolans, consoles de videojocs i màquines d'arcade (màquines de videojocs operats amb monedes que es posen en llocs públics), operaven independentment dintre de la companyia i rara vegada cooperaven entre si. Enfrontats a una dura competència i en una guerra de preus en el mercat de les computadores i les consoles, Atari va ser capaç de seguir en la línia de l'èxit del 2600. En 1982, Atari va llançar decebedores versions de dos jocs altament publicitats, com Pac-Man i E.T, causant una muntanya de material no venut, i provocant una gran baixada de preus. També en 1982, Atari va iniciar un judici contra Activision, un competidor en el desenvolupament de jocs, conformat en la seva majoria per extreballadors d'Atari, que finalment van obrir el mercat a empreses independents que desenvolupaven jocs. El mercat es va saturar ràpidament, baixant encara més els preus. A més, al desembre de 1982, els executius d'Atari, Ray Kassar i Dennis Groth, van ser investigats per ús indegut d'informació privilegiada ("insider trading" en anglès). Més tard se sabria que això era fals.
Per una altra part, Larry Emmons, un important empleat que s'havia retirat en 1982, va encapçalar la investigació i el desenvolupament d'un petit grup de talentosos enginyers en Grass Valley, Califòrnia. La consola Atari 5200, va ser llançada com la següent generació de consoles 2600. Encara que estava basada en els computadors Atari 800, no eren compatibles amb els cartutxos d'aquesta màquina. Les seves vendes no van estar a l'altura de les expectatives de la companyia. Es rumoreja que en 1983, en resposta a una massiva quantitat de devolucions dels seus productes per part dels seus distribuïdors, Atari va enterrar milions de còpies no venudes de cartutxos (Pac-Man i E.T.), en un abocador del desert de Nou Mèxic. Així i tot, Atari mantenia una envejable posició en el mercat mundial dels videojocs. Eren els productors líder a tots els mercats, excepte al Japó, on el mercat era dominat per Nintendo, qui en 1983 havia llançat la seva primera consola de jocs, la Famicom (coneguda en la resta del món com NES). El sistema va créixer ràpidament, i Nintendo va començar a mirar altres mercats. Es van apropar a Atari i els van oferir un contracte de llicenciament: Atari podria fer i vendre el sistema Famicom, pagant-li un royalty a Nintendo. El tracte tenia opcions de prosperar i les dues companyies suposadament signarien el tracte en la Fira del Consumidor d'Electrònica (en anglès: Consumer Electronics Show CES de l'estiu de 1983. Malauradament, al mateix temps Coleco mostrava el seu nou computador Adam corrent el joc Donkey Kong de Nintendo, però Atari tenia els drets per a publicar Donkey Kong, és així que l'executiu més important d'Atari, Ray Kassar, va acusar Nintendo de fer dobles tractes amb la llicència de Donkey Kong. Al mes següent Ray Kassar va ser forçat a deixar Atari i els executius involucrats en el tracte amb Nintendo van ser obligats a començar de nou des de zero. Aquests problemes van ser seguits per la caiguda del mercat dels videojocs en 1983, que va causar pèrdues per més 500 milions de dòlars americans a la indústria. El preu de les accions de Warner va caure 60 a 20 dòlars EUA i Warner va començar a buscar comprador per a la seva problemàtica divisió de videojocs. El juliol del 1984, Warner va vendre les divisions de computadors personals i videojocs a Jack Tramiel, fundador del competidor directe d'Atari, Commodore International, sota el nom d'Atari Corporation per $O 240 milions. Warner va retenir la divisió de jocs d'arcade, sota el nom d'Atari Games i finalment la va vendre a Namco en 1985. Sota l'administració de Tramiel, Atari Corp. va utilitzar l'stock de computadors i consoles per a mantenir la companyia a flotació, mentre acabaven amb el desenvolupament del seu sistema de 16 bits, l'Atari ST. En 1985 llancen l'actualització per als sistemes de 8 bits, la sèrie XE, així com la línia ST de 16 bits. Més tard, en 1986, Atari va llançar dues consoles dissenyades en el temps de Warner, l'Atari 2600jr i la 7800 Prosystem (que havia tingut un llançament limitat en 1984). Van créixer les arques, obtenint beneficis per US$ 25.000.000 aquest any. La sèrie ST va tenir una molt bona rebuda en el mercat europeu, encara que no tant als Estats Units. Va ser especialment popular entre músics, perquè tots els models incloïen ports MIDI integrats. Atari a més va llançar una sèrie de computadors econòmics compatibles amb els PC d'IBM i una computadora de butxaca (PDA), la Atari Portfolio. En 1989, Atari va llançar la consola portàtil en colors, Atari Lynx. Malgrat tot, no va poder ser llançada exitosament en la temporada nadalenca de 1989, donant gran avantatge al seu competidor, Nintendo amb la Game Boy. A més en 1989, Atari Corp. va demandar a Nintendo per 250 milions, al·legant monopoli, Atari va perdre el judici.

### Els 90: La decadència
Mentre s'acabaven els dividends dels clònics IBM i la línia ST, consoles i programes, tornaven a ser el plat fort d'Atari. En 1993, Atari va llançar "JAGUAR", la seva última consola, la qual era la primera de la generació de 64 bits. Després d'un període de relatiu èxit, les vendes no van complir les expectatives. No va tenir tanta publicitat com la Sony PlayStation o la Sega Saturn i li va faltar suport dels desenvolupadors externs de jocs, així els seus competidors japonesos van dominar sense dificultats el mercat. En 1996, una sèrie de judicis seguits per lucrar amb les seves investigacions (!?!) va deixar a Atari amb diversos milions de dòlars en caixa, però el rotund fracàs de l'Atari Lynx i de Jaguar, tenien a la companyia sense productes que oferir. A més, Tramiel i la seva família van deixar el negoci, amb el resultat d'un ràpid canvi d'amos. El juliol de 1996, Atari es va fusionar amb JTS Inc., una empresa relativament nova que produïa discos durs, per a convertir-se en JTS Corp. El rol de la marca Atari en la nova companyia va tenir una transcendència petita, pel mateix el nom com tal va desaparèixer del mercat.

### Segle XXI
Atari en aquests moments es troba en mans d'Infogrames. Els seus jocs són editats als Estats Units sota el seu propi segell Atari, mentre que a Europa ho fa sota el nom de Namco Bandai Games (que posseeix el 34% de les accions). La seva principal activitat en l'actualitat està enfocada cap als jocs en línia (MMO) amb franquícies com Star Trek i Champions Online. Segons la seva pàgina oficial la companyia posseeix els següents estudis en la seva propietat: Cryptic Studios, Atari London Studio, Eden Studios (desenvolupa el joc Test Drive Unlimited), Atari Interactive, Inc. i Atari, Inc.
Al maig de 2009, Infogrames Entertainment, SA, l'empresa matriu d'Atari Inc. i Atari Interactive Inc., va anunciar que canviaria el nom de la companyia a Atari, SA. A l'abril de 2010, el membre del consell d'administració David Gardner va renunciar. El seu substitut és el cofundador d'Atari Nolan Bushnell.
El 21 de gener de 2013, les empreses Atari Inc.; Atari Interactive, Inc; Califòrnia O.S. Holdings, Inc.; i Humongous, Inc., filials nord-americanes de l'empresa Atari SA es declaren en fallida. amb la intenció de separar-se de la seva empresa matriu, Atari SA, vendre els seus actius (drets de propietat intel·lectual sobre els jocs més famosos de la marca) i aconseguir capital suficient o un comprador, per dedicar-se a la generació de jocs digitals en plataformes mòbils. Atari va tenir problemes financers des de principis dels anys 2000, i va anar a pitjor després que Infogrames la comprés el 2003 i adquirís tots els béns nord-americans d'Atari el 2008. Atari SA no va ser una companyia rendible durant la següent dècada però, no obstant això, la filial nord-americana va millorar.

### Curiositats
- El nom Atari és una paraula japonesa emprada en el joc del go, que designa una situació en què un dels contrincants està a tan sols una jugada de perdre un grup.
- En la pel·lícula Blade Runner apareix Atari com una de les grans corporacions que controlen el món.
- Steve Jobs va dissenyar el famós joc Breakout, fins i tot quan van dissenyar l'Apple II, va insistir a incloure aquest joc i desenvolupar un paddle per a l'Apple.

## Maquinari

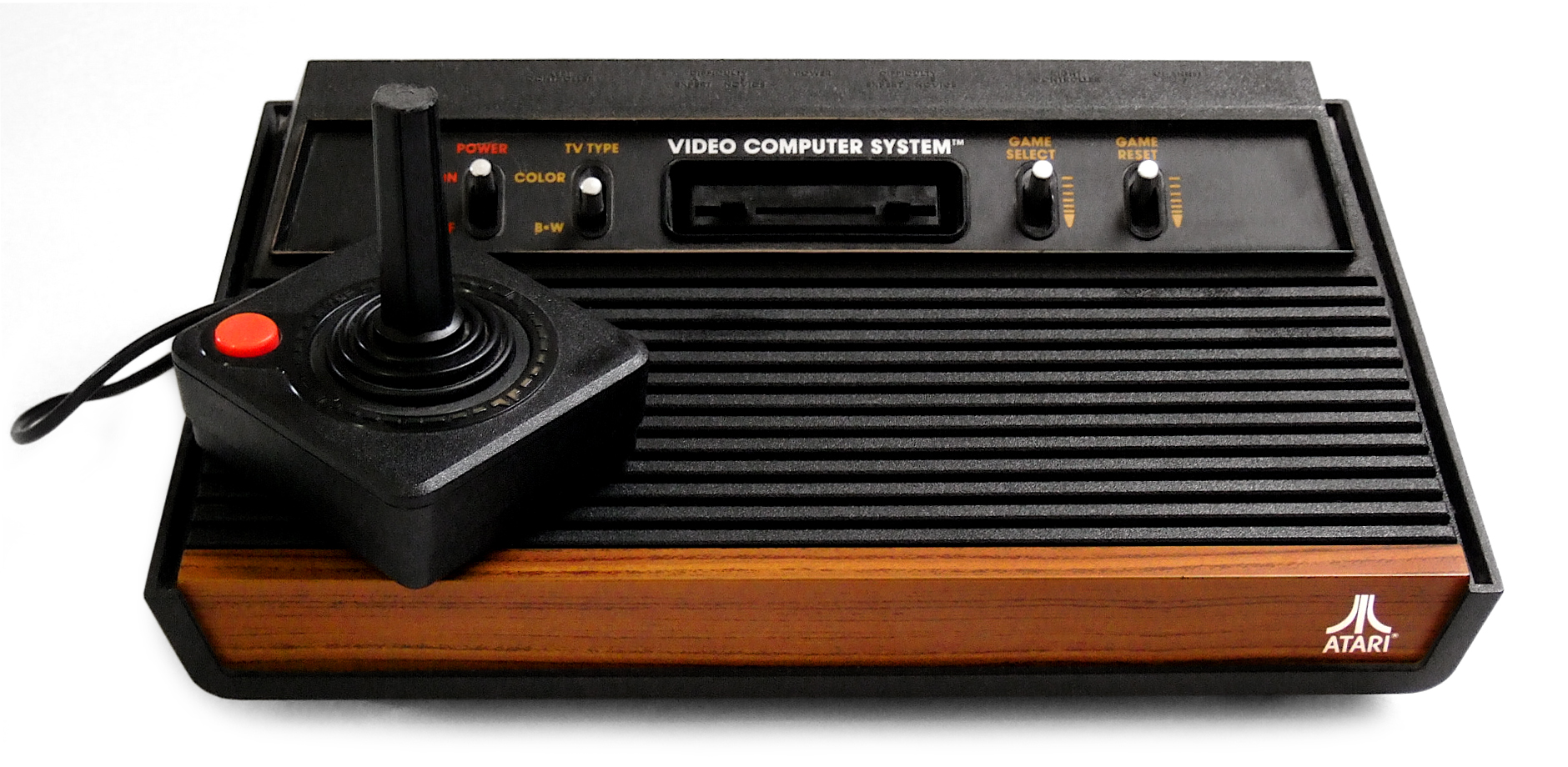
Atari 2600.

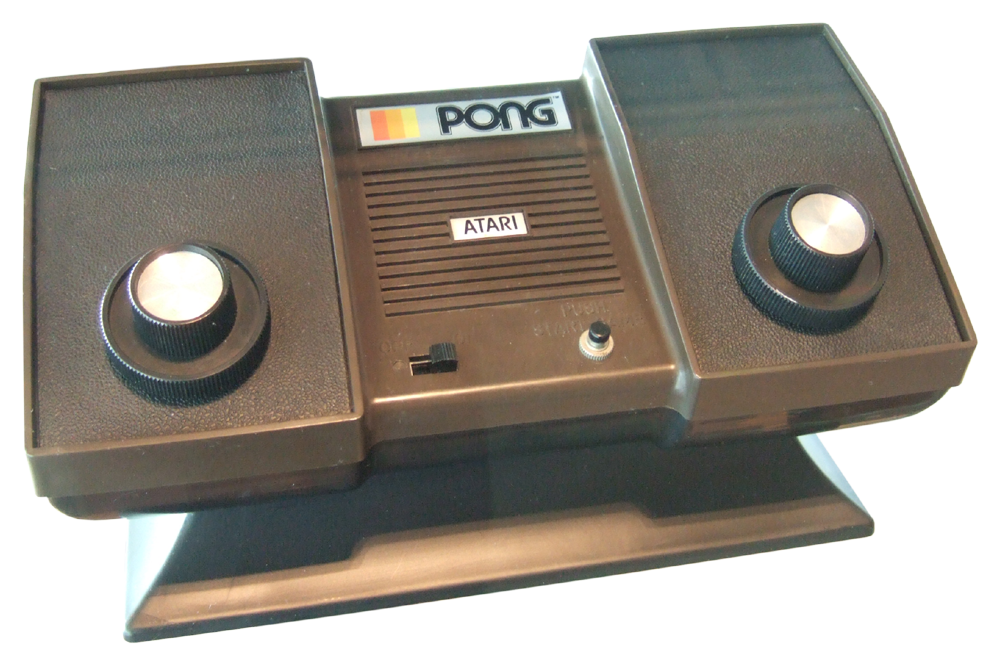
Atari Pong.

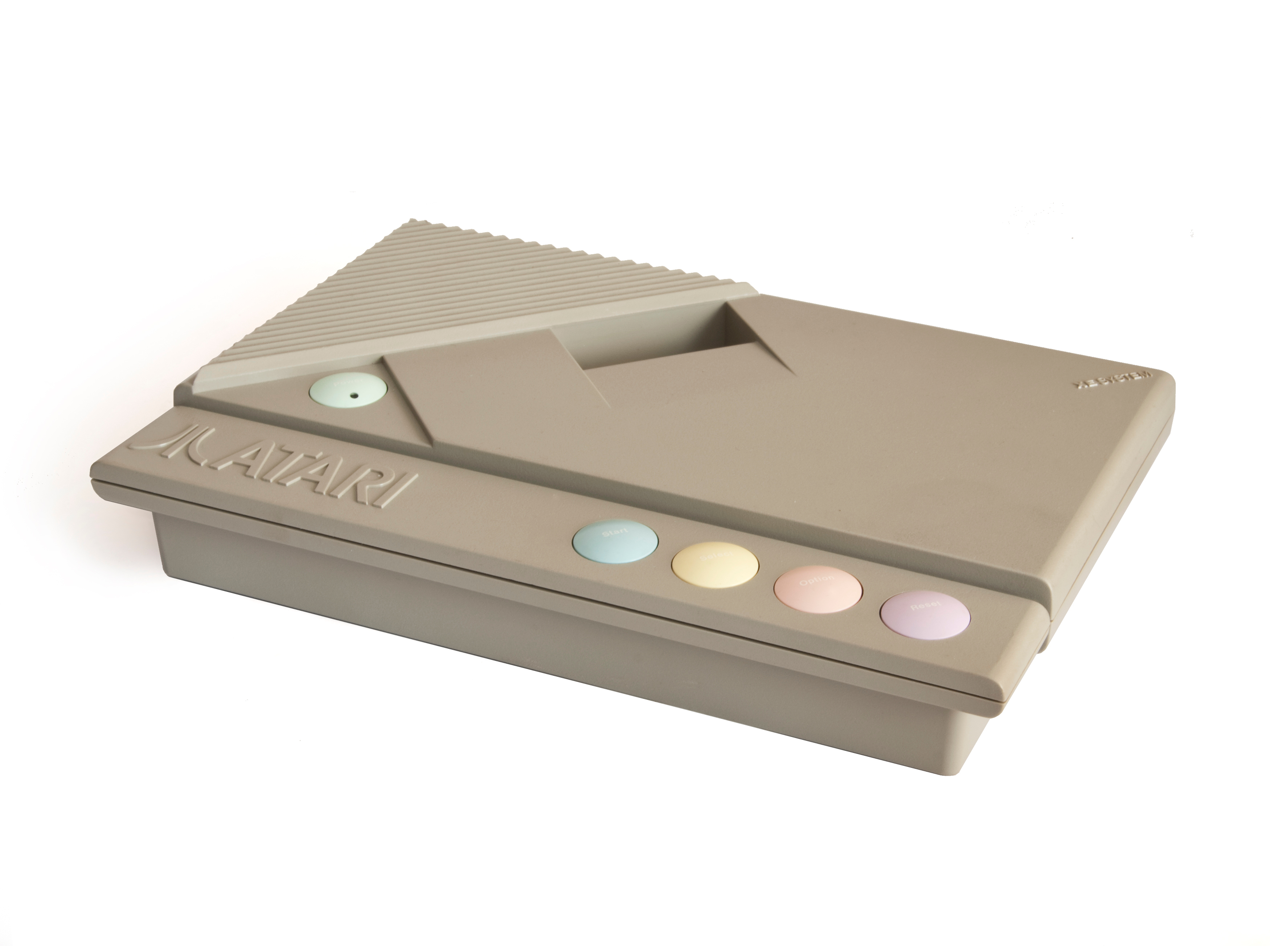
Atari XEGS.

### Consoles
- Atari 2600: Primera consola d'Atari. També coneguda com a VCS
- Atari 5200: Successora de la 2600. Poc reeixida.
- Atari 7800: Successora de la 5200. Poc reeixida.
- Atari Lynx: Consola portàtil similar a la Sega Game Gear. Va tenir dues versions.
- Atari Jaguar: Consola de "64 bits". Última consola d'Atari.

### Microordinadors de 8 Bits (Família Atari de 8 bits)
- Atari 400: Microordinador.
- Atari 800: Microordinador.
- Atari 800XL: Microordinador.
- Atari 130XE: Microordinador.
- Atari 65XE: Microordinador.
- Atari 800XE: Microordinador.

### Computadors 16 Bits
- Atari Portfolio: El primer PDA compatible PC XT.
- Atari ST: Ordinador basat en Motorola 68000.

### Computadors 32 Bits
- Atari TT030: Ordinador basat en Motorola 68030.
- Atari Falcon:Ordinador basat en Motorola 68030 i DSP.

### Plaques per a recreatius
- Plaques basades en MOS Technology 6502: Versions blanc i negre, vectorials i en color.
- Plaques basades en Motorola 68000
- Atari System: Existeixen dues versions.

## Programari

### Videojocs destacats
Això és un petit llistat dels jocs més populars desenvolupats per a la consola Atari 2600.
- Pong
- Asteroids
- Defender
- Millipede
- Space invaders
- Pac-Man
- Pitfall
- Galaxian
- River raid

#### Videojocs desenvolupats per Atari
- Act of War: Direct Action
- Act of War: High Treason
- Alone in the Dark
- Boiling Point: Road to Hell
- Backyard Sports
- Dark Earth
- Dragon Ball Z: Budokai
- Dragon Ball Z: Budokai 2
- Dragon Ball Z: Budokai 3
- Dragon Ball Z: Shin Budokai
- Dragon Ball Z: Budokai Tenkaichi
- Dragon Ball Z: Budokai Tenkaichi 2
- Driver (1999)
- Driver 2 (2000)
- Driv3r (2004)
- Driver: Parallel Lines (2006)
- Enter the Matrix
- Ikaruga
- Chris Sawyer's Locomotion
- Neverwinter Nights (Neverwinter Nights 2 en desarrollo)
- RollerCoaster Tycoon 3
- Test Drive (1987)
- The Matrix: Path of Neo
- Unreal Tournament
- Godzilla: Destroy All Monsters Melee
- Godzilla: Save the Earth
- Transformers
- TimeShift
- Atari Flashback
- Atari Flashback 2
- Mission Impossible: Operation Surma
- Terminator 3: The Redemption
- Tycoon City : New York
- Super Dragon Ball Z